# 어도비 디멘션
어도비 디멘션(Adobe Dimension)은 어도비 시스템즈에서 macOS 및 윈도우 운영체제용으로 개발 및 배포하는 3차원 렌더링 및 디자인 소프트웨어이다. 2017년 3월 28일 프로젝트 펠릭스(Project Felix)로 시작되었으며, 2017년 10월 18일에 디멘션으로 이름이 변경되었다.

## 개요
스케치업과 같은 다른 모델링 프로그램과 달리, 디멘션에서는 모델을 만들지 않는다. 대신 디멘션은 사진 기반 모형 편집기로, 모델, 사진, 질감은 디멘션으로 가져오기 전에 타사 소프트웨어에서 만들어야 한다. 디멘션으로 가져온 후, 모델과 이미지는 실사적 2D 이미지로 렌더링되기 전에 배치될 수 있다.

## 역사
본래 V-레이 렌더링 엔진에 의존했지만, 어도비는 2019년 4월 디멘션 CC2.2 출시와 함께 자체 3D 렌더링 엔진인 어도비 렌더링 엔진(ARE)으로 전환했으며, 향후 외부 렌더링 엔진 지원을 고려할 수 있다고 밝혔다.
2021년 6월 23일, 어도비는 어도비 크리에이티브 클라우드 올 앱스 구독에는 포함되지 않는 어도비 서브스턴스 3D 컬렉션의 일부인 어도비 서브스턴스 3D 스테이저를 출시했다. 어도비 디멘션은 여전히 사용 가능하며 크리에이티브 클라우드 올 앱스 플랜에 포함된다. 어도비는 기존 디멘션 프로그램에 대한 지원을 제공할 것을 약속했다.

### 과거 디멘션
과거 어도비는 1992년부터 1997년까지 어도비 디멘션스라는 유사한 프로그램을 출시했다. 이는 일러스트레이터의 벡터 아트를 Specular LogoMotion이나 앨리아스 스케치!와 유사하게 간단한 3D 렌더링으로 쉽게 변환하기 위한 것이었다. 2004년에 단종되었으며, 일부 기능은 라이브 효과로 일러스트레이터 CS에 통합되었다.